# Якоб Штурм
Якоб Штурм (нім. Jacob Sturm; 21 березня 1771, Нюрнберг — 28 листопада 1848, там же) — німецький ентомолог, ботанік і гравер.

## Біографія
Якоб Штурм народився 21 березня 1771 року у Нюрнберзі.
Серед майстрів, які ілюстрували ентомологічні та ботанічні наукові видання у Німеччині наприкінці XVIII — початку XIX століть, Якоб Штурм був найбільш відомий.
Він був знаменитим колекціонером комах, цікавився багатьма питаннями природознавства; у 1801 році став засновником Нюрнберзького товариства природної історії.
Гравюри на міді (мідьорити), що створювалися Штурмом, завжди мали невеликий розмір (їх висота становила від 12 до 15 см), що було незвично для того часу. Художник свідомо вибрав такий зменшений формат, щоб знизити ціну на книги та зробити знання про німецькі флору та фауну якнайбільш доступними. Його гравюри виглядали акуратно та привабливо; на них, незважаючи на розмір, були показані найдрібніші деталі — у результаті роботи Штурма користувалися величезною популярністю не тільки серед натуралістів, а й серед широкої публіки.

## Найбільш відомі ілюстрації Якоба Штурма до книг
- Deutschlands Flora in Abbildungen nach der Natur mit Beschreibungen (1796-1862)[2];
- Entomologie de Guillaume-Antoine Olivier (1756—1814) par Johann Karl Wilhelm Illiger (1775—1813), Abbildungen zu Karl Illigers Uebersetzung von Oliviers Entomologie (1802—1803, Nuremberg);
- Beschreibung der Gräser nebst ihren Abbildungen nach der Natur de J.C.D. von Schreber (1766—1779, Leipzig);
- Deutschlands Insectenfaune et Kritische Revision der Insectenfaune Deutschlands… de Georg Wolfgang Franz Panzer (Nuremberg, 1805—1806);
- Catalecta Botanica quibus Plantae Novae et Minus Cognitae Describuntur atque Illustrantur d'Albrecht Wilhelm Roth (1757—1834) (trois volumes, Leipzig, 1797—1806);
- Versuch einer geognostisch-botanischen Darstellung der Flora der Vorwelt (Leipzig, 1820—1838) et Revisio Saxifragarum Iconibus Illustrata (Regensberg, 1810—1822, Leipzig, 1831) du comte Kaspar Maria von Sternberg;
- System der Pilze und Schwämme (Wurbzerg, 1816) et Bryologia Germanica, oder Beschreibung der in Deutschland und in der Schweiz wachsenden Laubmoose (Nuremberg, 1823—1831) de Christian Gottfried Daniel Nees von Esenbeck;
- Caricologia Germanica, oder Beschreybungen und Abbildungen aller in Deutschland wildwachsenden Seggen (Nüremberg, 1835) de D.H. Hoppe.

## Окремі роботи Якоба Штурма
| |  |  |  |
| Зліва направо: Водянка чорна, Змієголовник молдавський, Собача кропива, Кремена гібридна. Ботанічні ілюстрації з книги «Deutschlands Flora in Abbildungen». |  |  |  |